# 伊達泰司
伊達 泰司（だて やすじ、1951年3月3日 - ）は、奈良県出身の元プロ野球選手（一塁手、外野手）。右投右打。息子は元プロ野球選手の伊達昌司。
名前の読みは、1973年から1976年5月13日までは「いだて やすじ」であった。

## 来歴・人物
御所工業高校では、1968年春の第40回選抜大会に中堅手として出場。1回戦で杉山茂、町田公雄らのいた銚子商に敗れた。高校時代の同期には、同じ法大を経て近鉄入りする松村彰士がいる。
法政大学に進学。東京六大学野球リーグでは、1年上のエース横山晴久らを擁し1969年秋季リーグから4季連続優勝を経験。全日本大学野球選手権大会、明治神宮野球大会とも準優勝1回。当時の法大外野陣には、同期に長崎慶一、1年上に依田優一（大昭和製紙）、鈴木士郎（住友金属）が揃っており、なかなかレギュラーには届かなかった。しかし1972年には長崎と三、四番を組み、春季リーグで打率.418（3位）、秋季リーグで打率.356（6位）を記録、春秋季ともベストナイン（外野手）に選出されている。同年の第1回日米大学野球選手権大会日本代表に選出され、日本の初優勝にも貢献。松村、長崎以外の大学同期に池田信夫、若生正廣両投手がいた。いずれは家業を継ぐつもりで、本田技研鈴鹿にも内定していた。
1972年のドラフト1位指名でロッテオリオンズに入団。ベース一周14秒5の俊足を持つ大学球界屈指の強打者であり、大きく期待されたが1年目は春季キャンプで左膝を捻挫し一軍では12試合の出場に留まった。1974年のジュニアオールスターにも出場する。同年の最終戦では阪急を相手に中堅手として初先発出場、無安打ながら1打点を記録した。しかしその後は出場機会に恵まれず、1975年オフに松岡清治との交換トレードでヤクルトスワローズへ移籍。ここでも活躍の場は少なく、1977年限りで現役を引退。
引退後は会社員を経て、1990年にスカウトとして古巣・ロッテオリオンズに復帰。以降、二軍マネージャーと寮長を歴任した。

## 詳細情報

### 年度別打撃成績
| 年 度     | 球 団     | 試 合 | 打 席 | 打 数 | 得 点 | 安 打 | 二 塁 打 | 三 塁 打 | 本 塁 打 | 塁 打 | 打 点 | 盗 塁 | 盗 塁 死 | 犠 打 | 犠 飛 | 四 球 | 敬 遠 | 死 球 | 三 振 | 併 殺 打 | 打 率 | 出 塁 率 | 長 打 率 | O P S |
| --------- | --------- | ----- | ----- | ----- | ----- | ----- | -------- | -------- | -------- | ----- | ----- | ----- | -------- | ----- | ----- | ----- | ----- | ----- | ----- | -------- | ----- | -------- | -------- | ----- |
| 1973      | ロッテ    | 12    | 2     | 2     | 2     | 0     | 0        | 0        | 0        | 0     | 0     | 1     | 1        | 0     | 0     | 0     | 0     | 0     | 2     | 0        | .000  | .000     | .000     | .000  |
| 1974      | ロッテ    | 6     | 7     | 7     | 1     | 1     | 0        | 0        | 0        | 1     | 1     | 0     | 0        | 0     | 0     | 0     | 0     | 0     | 1     | 0        | .143  | .143     | .143     | .286  |
| 1976      | ヤクルト  | 5     | 1     | 1     | 0     | 0     | 0        | 0        | 0        | 0     | 0     | 0     | 0        | 0     | 0     | 0     | 0     | 0     | 1     | 0        | .000  | .000     | .000     | .000  |
| 通算：3年 | 通算：3年 | 23    | 10    | 10    | 3     | 1     | 0        | 0        | 0        | 1     | 1     | 1     | 1        | 0     | 0     | 0     | 0     | 0     | 4     | 0        | .100  | .100     | .100     | .200  |

### 記録
- 初出場 ：1973年6月5日、対近鉄バファローズ前期11回戦（日生球場）8回裏、弘田澄男に代わり中堅手
- 初打席：同上、9回表・鈴木啓示の前に三振。
- 初安打：1974年8月25日、対近鉄バファローズ後期7回戦（宮城球場）9回裏に飯塚佳寛の代打で鈴木啓示より
- 初先発出場：1974年10月1日、対近鉄バファローズ後期13回戦（西京極球場）6番・右翼手

### 背番号
- 33（1973年 - 1975年）
- 52（1976年 - 1977年）